# Lijst van voetbalinterlands Bhutan - Brunei
Deze lijst van voetbalinterlands is een overzicht van alle officiële voetbalwedstrijden tussen de nationale teams van Bhutan en Brunei. De landen speelden tot op heden drie keer tegen elkaar. De eerste ontmoeting was een groepswedstrijd tijdens de AFC Challenge Cup 2006 op 6 april 2006 in Chittagong (Bangladesh). De laatste ontmoeting, een kwalificatiewedstrijd voor de Azië Cup 2027, vond plaats op 10 juni 2025 in Bandar Seri Begawan.

## Wedstrijden
| № | Plaats              | Datum        | Competitie                          | Wedstrijd       | Uitslag |
| - | ------------------- | ------------ | ----------------------------------- | --------------- | ------- |
| 1 | Chittagong          | 6 april 2006 | AFC Challenge Cup 2006              | Bhutan − Brunei | 0 − 0   |
| 2 | Iloilo City         | 15 mei 2008  | AFC Challenge Cup 2008 kwalificatie | Bhutan − Brunei | 1 − 1   |
| 3 | Bandar Seri Begawan | 10 juni 2025 | Azië Cup 2027 kwalificatie          | Brunei − Bhutan | 2 − 1   |

## Samenvatting
| Competitie                     | Totaal gespeeld | Winst Bhutan | Gelijk | Winst Brunei | Doelsaldo Bhutan – Brunei |
| ------------------------------ | --------------- | ------------ | ------ | ------------ | ------------------------- |
| Azië Cup-kwalificatie          | 1               | 0            | 0      | 1            | 1 − 2                     |
| AFC Challenge Cup              | 1               | 0            | 1      | 0            | 0 − 0                     |
| AFC Challenge Cup-kwalificatie | 1               | 0            | 1      | 0            | 1 − 1                     |
| Totaal                         | 3               | 0            | 2      | 1            | 2 − 3                     |

Wedstrijden bepaald door strafschoppen worden, in lijn met de FIFA, als een gelijkspel gerekend.
BFF · Bhutaans vrouwenelftal
Afghanistan ·
Bangladesh ·
Brunei ·
Cambodja ·
Centraal-Afrikaanse Republiek ·
China ·
Filipijnen ·
Guam ·
Hongkong ·
India ·
Indonesië ·
Jemen ·
Koeweit ·
Laos ·
Libanon ·
Macau ·
Malediven ·
Maleisië ·
Mongolië ·
Montserrat ·
Nepal ·
Oman ·
Pakistan ·
Palestina ·
Qatar ·
Saoedi-Arabië ·
Sri Lanka ·
Tadzjikistan ·
Thailand ·
Turkmenistan
NFABD
Bermuda ·
Bhutan ·
Cambodja ·
China ·
Filipijnen ·
Hongkong ·
India ·
Indonesië ·
Japan ·
Jemen ·
Laos ·
Libanon ·
Macau ·
Malediven ·
Maleisië ·
Mongolië ·
Myanmar ·
Nepal ·
Oost-Timor ·
Pakistan ·
Rusland ·
Singapore ·
Sri Lanka ·
Tadzjikistan ·
Taiwan ·
Thailand ·
Vanuatu ·
Verenigde Arabische Emiraten ·
Zuid-Korea